# AIK Amerikansk Fotboll 2022
Questa voce raccoglie le informazioni riguardanti l'AIK Amerikansk Fotboll nelle competizioni ufficiali della stagione 2022.

## Maschile

### Roster
| Roster dell'AIK Amerikansk Fotboll (2022) |
| --- |
| Quarterback - 1 Ludvig Persson - 7 Thomas Rydow Running Back - 19 Albert Gibbs - 23 John Lannefors - 25 Karl Ernlund - 44 Anton Holmberg Wide Receiver - 3 Johan Bergvall - 4 Adrian Boivie - 17 Saul Tesfazion - 36 Oskar Lins - 80 Elias Bennaceur - 84 Kalle Kluge - 87 Simon Marelius Tight End - 16 Victor Olofsson - 24 Fredrik Nimander Offensive Linemen - 52 Gustav Pettersson - 58 Dusko Popadic - 58 Shantal Nagawa - 69 Daniel Sahlberg - 72 Kave Amani Shorbariki - 77 Björn Jertfelt Gustafsson - 78 Noa Söderberg Defensive Linemen - 6 Will Runesson - 19 Mark Leonovits - 47 Anton Krajerenko - 51 Karim Rabhi - 56 Andres Egeberg - 65 Mattin Zarrabi - 70 Henrik Sköld Söderberg - 74 Kristofer Österberg - 76 Johan Ruz Linebacker - 6 Markus Malmquist - 15 Simon Gamdrup - 53 Alexander Davalos - 54 Jakob Norling - 85 Albin Lundstedt Defensive Back - 5 Elliot Krogius - 26 Anton Marklund - 27 Leander Mrowka - 30 Petar Rogo Special Team , * Ilias Mansour - Lucas Pacheco nella squadra d'allenamento Coaching staff Sebastian Vaca Vink (HC) · Anders Johansson (OL) · Ashkan Abbasi Nejad (DL) · Oscar Litzell (LB) |

### Division 1 för herrar 2022

#### Stagione regolare
| Solna 16 aprile 2022, ore 13:00 1ª giornata | AIK | 22 – 0 referto | Arlanda Jets | Bergshamra IP (188 spett.) |

| Uppsala 1º maggio 2022, ore 11:30 3ª giornata | Uppsala 86ers | 6 – 45 referto | AIK | Lötens IP (50 spett.) |

| Solna 7 maggio 2022, ore 12:00 4ª giornata | AIK | 1 – 0 (a tavolino) referto | Norrköping Panthers | Bergshamra IP (88 spett.) |

| Märsta 21 maggio 2022, ore 12:30 6ª giornata | Arlanda Jets | 14 – 8 referto | AIK | Midgårdsvallen |

| Karlskoga 26 maggio 2022, ore 17:00 Incontro rinviato | Karlskoga Wolves | 19 – 8 referto | AIK | Nobelstadion (304 spett.) |

| Solna 29 maggio 2022, ore 17:00 7ª giornata | AIK | 21 – 9 referto | Karlskoga Wolves | Bergshamra IP (111 spett.) |

| Solna 4 giugno 2022, ore 13:00 8ª giornata | AIK | 52 – 0 referto | Uppsala 86ers | Bergshamra IP (175 spett.) |

| 4 giugno 2022 Incontro non disputato | Norrköping Panthers | 0 – 1 (a tavolino) | AIK |  |

#### Playoff
| Malmö 2 luglio 2022, ore 14:00 Finale promozione | Limhamn Griffins | 27 – 21 (d.t.s.) | AIK | Hästhagens IP (200 spett.) |

### Statistiche di squadra
| Competizione | %Vittorie | In casa | In casa | In casa | In casa | In casa | In casa | In trasferta | In trasferta | In trasferta | In trasferta | In trasferta | In trasferta | Totale | Totale | Totale | Totale | Totale | Totale |
| Competizione | %Vittorie | G       | V       | N       | P       | Pf      | Ps      | G            | V            | N            | P            | Pf           | Ps           | G      | V      | N      | P      | Pf     | Ps     |
| ------------ | --------- | ------- | ------- | ------- | ------- | ------- | ------- | ------------ | ------------ | ------------ | ------------ | ------------ | ------------ | ------ | ------ | ------ | ------ | ------ | ------ |
| Campionato   | .750      | 4       | 4       | 0       | 0       | 96      | 9       | 4            | 2            | 0            | 2            | 62           | 39           | 8      | 6      | 0      | 2      | 158    | 48     |
| Playoff      | .000      | 0       | 0       | 0       | 0       | 0       | 0       | 1            | 0            | 0            | 1            | 21           | 27           | 1      | 0      | 0      | 1      | 21     | 27     |
| Totale       | .667      | 4       | 4       | 0       | 0       | 96      | 9       | 5            | 2            | 0            | 3            | 83           | 66           | 9      | 6      | 0      | 3      | 179    | 75     |